# Odor de macho inteiro

Odor de macho inteiro é proveniente da carne suína.

O odor de macho inteiro diz respeito ao odor ou sabor desagradável exalado durante a cocção ou ingestão de carne suína ou de seus derivados, proveniente(s) de suínos machos não castrados quando atingem a puberdade.
Estudos demonstram que muitos consumidores são sensíveis ao odor de macho inteiro, tornando necessário seu controle pelos produtores. Aparentemente, mulheres são mais sensíveis que homens, e alguns grupos étnicos também parecem ser mais sensíveis que outros. Na maioria dos países, as normas que regulam a qualidade dos alimentos proíbem o odor de macho inteiro.

## Controle do odor de macho inteiro
Por séculos, suínos têm sido castrados para evitar o odor de macho inteiro. A antiga prática determina a castração dos leitões no período entre 2 e 3 semanas de idade. Em alguns países (por exemplo, Holanda, Suíça e Noruega) já é comum utilizar anestesia geral ou local para reduzir a dor e o estresse associados à castração.Quanto a ser obrigatório ou voluntário, ou ser executado pelos produtores ou médicos veterinários, isso depende de cada país. Nos últimos anos, a castração, com ou sem anestésico, tem sido alvo de críticas por parte de grupos de proteção do bem-estar animal.
Em alguns países, como, por exemplo, a Austrália, os suínos são abatidos mais precocemente. A razão disso é porque as duas substâncias naturais que causam o odor de macho inteiro — androstenona e escatol — começam a ser acumuladas na gordura dos suínos machos apenas quando estes atingem a maturidade sexual. Portanto, o abate antecipado pode reduzir a presença do odor de macho inteiro.
Outra opção de controle do odor de macho inteiro é a seleção do sexo do leitão antes do nascimento, numa tentativa de produzir apenas fêmeas, e utilizando uma classificação de esperma baseada nos cromossomos sexuais e na inseminação artificial. Este método foi utilizado com sucesso na criação de bovinos, porém a técnica ainda se encontra em estágio experimental e não há uma solução econômica ou prática equivalente para uso na produção suinícola.
Além disso, também foram estudadas opções como a de reproduzir apenas os machos de "baixo nível de odor", porém o êxito desta tentativa não foi significativo. Entre outros produtores, os da granja Sugar Mountain Farm afirmam ser possível atingir esse objetivo através de adaptações no manejo e no regime de alimentação. Uma das vantagens é a de que o cachaço apresenta menor teor de gordura na carcaça e o crescimento se dá 10% mais rápido que o dos leitões (machos castrados) ou marrãs (fêmeas), convertendo ração em carne de maneira mais eficiente.

## Causas
O odor de macho inteiro é causado pelo acúmulo de dois compostos — androstenona e escatol — na gordura de suínos machos.
A androstenona (feromônio masculino) é produzida nos testículos quando os suínos machos atingem a puberdade, enquanto que o escatol (subproduto da flora bacteriana intestinal, ou metabólito bacteriano do aminoácido triptofano) é produzido tanto nos suínos machos como nas fêmeas. Entretanto, os níveis são muito mais altos nos machos inteiros, uma vez que os esteroides testiculares inibem a degradação pelo fígado. Como resultado, o escatol fica acumulado na gordura dos suínos machos à medida que amadurecem.
Os suínos machos produzem esses compostos naturalmente durante o amadurecimento sexual, e caso haja acúmulo dessas substâncias ao longo do tempo, tornam-se perceptíveis durante a cocção da carne. A fim de evitar o acúmulo desses compostos, procede-se à castração dos leitões machos.

## Novos métodos
Visto que esta prática tem sido criticada nos últimos anos, alguns produtores e associações de produtores buscam métodos alternativos para controlar o odor de macho inteiro. A vacinação, utilizada na Austrália e Nova Zelândia desde 1998, é uma solução segura e altamente eficiente, que usa o sistema imunológico do suíno para controlar o odor de macho inteiro. O uso da vacina é tão simples e confiável quanto a castração cirúrgica no controle do odor de macho inteiro. A vacina pode ser administrada com segurança por funcionários da granja devidamente treinados e permite a produção de carne suína de alta qualidade e segura para o consumo humano..
A vacina estimula o sistema imunológico do suíno a produzir anticorpos específicos contra o fator liberador de gonadotrofinas (GnRF). Essa reação provoca a inibição temporária da função testicular, interrompendo a produção e o acúmulo dos compostos que causam o odor de macho inteiro.
Ao estimular a produção de anticorpos específicos anti-GnRF, a vacinação interrompe a cadeia de eventos que leva à liberação de testosterona e de outros esteroides produzidos nos testículos, inclusive da androstenona, uma das duas substâncias que causam o odor de macho inteiro. A outra substância responsável pela produção do odor, o escatol, também é eliminada porque o nível mais baixo de esteroides permite que o fígado a metabolize com mais eficiência.
Cada suíno deve ser vacinado duas vezes para que o odor de macho inteiro seja controlado com êxito. Há certa flexibilidade quanto ao momento da primeira dose; porém, deve haver um intervalo mínimo de quatro semanas entre as duas doses, sendo que a segunda deve ocorrer de quatro a seis semanas antes do abate. Após a segunda dose, os testículos do suíno param de crescer. O funcionário responsável deve ser treinado no manuseio da vacina e da seringa com recursos avançados de segurança.
Além de não causar sofrimento ao animal, a vacina é uma solução sustentável e ambientalmente correta para o odor de macho inteiro e possibilita que os interessados de todos os setores da cadeia de produção suinícola colham os benefícios do desempenho do crescimento natural dos machos inteiros, preservando a qualidade para o consumo.